# Joseph Martin Sartoris
Joseph Martin Sartoris (* 1. Juli 1927 in Los Angeles; † 27. Juni 2025 ebenda) war ein US-amerikanischer römisch-katholischer Geistlicher und Weihbischof in Los Angeles.

## Leben
Der Erzbischof von Los Angeles, James Francis Aloysius Kardinal McIntyre, spendete ihm am 30. Mai 1953 das Sakrament der Priesterweihe.
Papst Paul VI. ernannte ihn am 8. Februar 1994 zum Weihbischof in Los Angeles und Titularbischof von Oliva. Der Erzbischof von Los Angeles Roger Michael Kardinal Mahony spendete ihm am 19. März desselben Jahres die Bischofsweihe; Mitkonsekratoren waren die Weihbischöfe John James Ward und Armando Xavier Ochoa aus Los Angeles.
Am 31. Dezember 2002 nahm Papst Johannes Paul II. seinen altersbedingten Rücktritt an.
Joseph Sartoris war Großoffizier im Ritterorden vom Heiligen Grab zu Jerusalem.